# 그레테 바이저

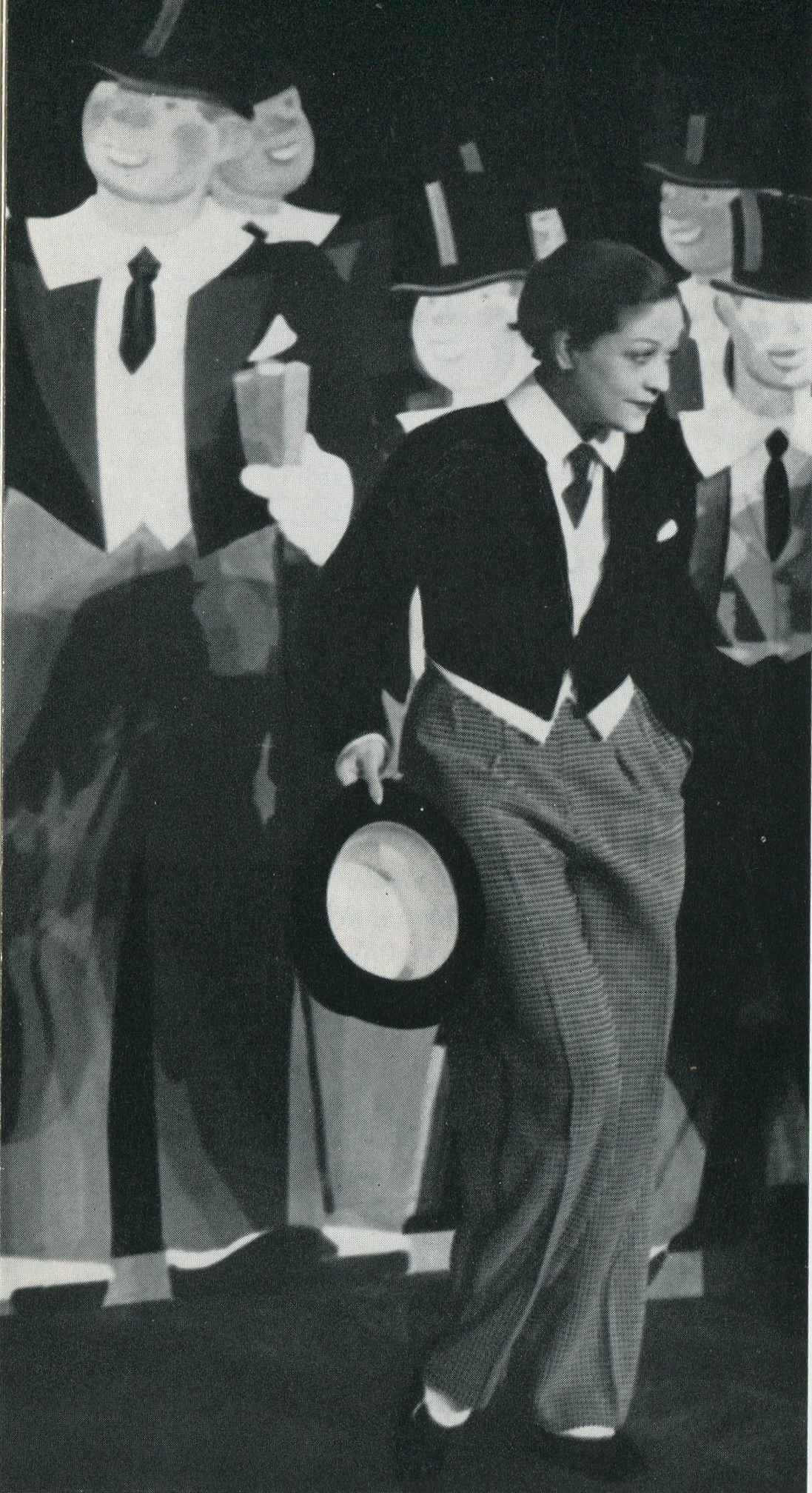
베를린의 한 극장에서 무대 위에 오른 그레테 바이저 (1932년 촬영)

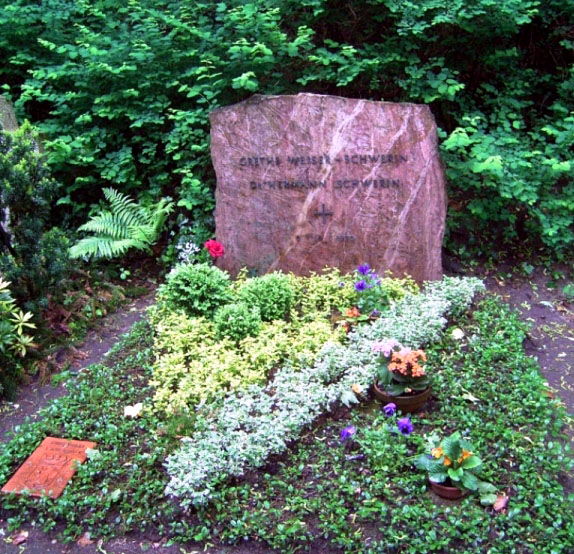
2006년에 촬영된 베를린의 그레테 바이저와 자신의 남편인 헤르만 슈베린의 묘지

그레테 바이저(독일어: Grethe Weiser, 1903년 2월 27일 ~ 1970년 10월 2일)는 독일의 여성 배우이자 가수이다.

## 참고 문헌
- Hans Borgelt: Grethe Weiser. Herz mit Schnauze. (Sonderausgabe.) Schneekluth, München 1983 ISBN 3-7951-0769-5